# Heliogábalo o el anarquista coronado
Heliogábalo o el anarquista coronado es un ensayo histórico realizado por el escritor francés Antonin Artaud (1896-1948) en 1934 sobre el emperador romano Heliogábalo (203-222), que asumiera el trono con catorce años y fuera asesinado cuatro años después.

## Dedicatoria
El libro se inicia con la siguiente dedicatoria:

Dedico este libro a los manes de Apolonio de Tiana, contemporáneo de Cristo, y a todos los Iluminados verdaderos que pueden quedar en este mundo que se pierde;
Y para señalar bien su profunda inactualidad, su espiritualismo, su inutilidad, lo dedico a la anarquía y a la guerra en este mundo; Finalmente lo dedico a los Antepasados , a los Héroes en el antiguo sentido y a los manes de los Grandes Muertos.
A.A.

## El libro

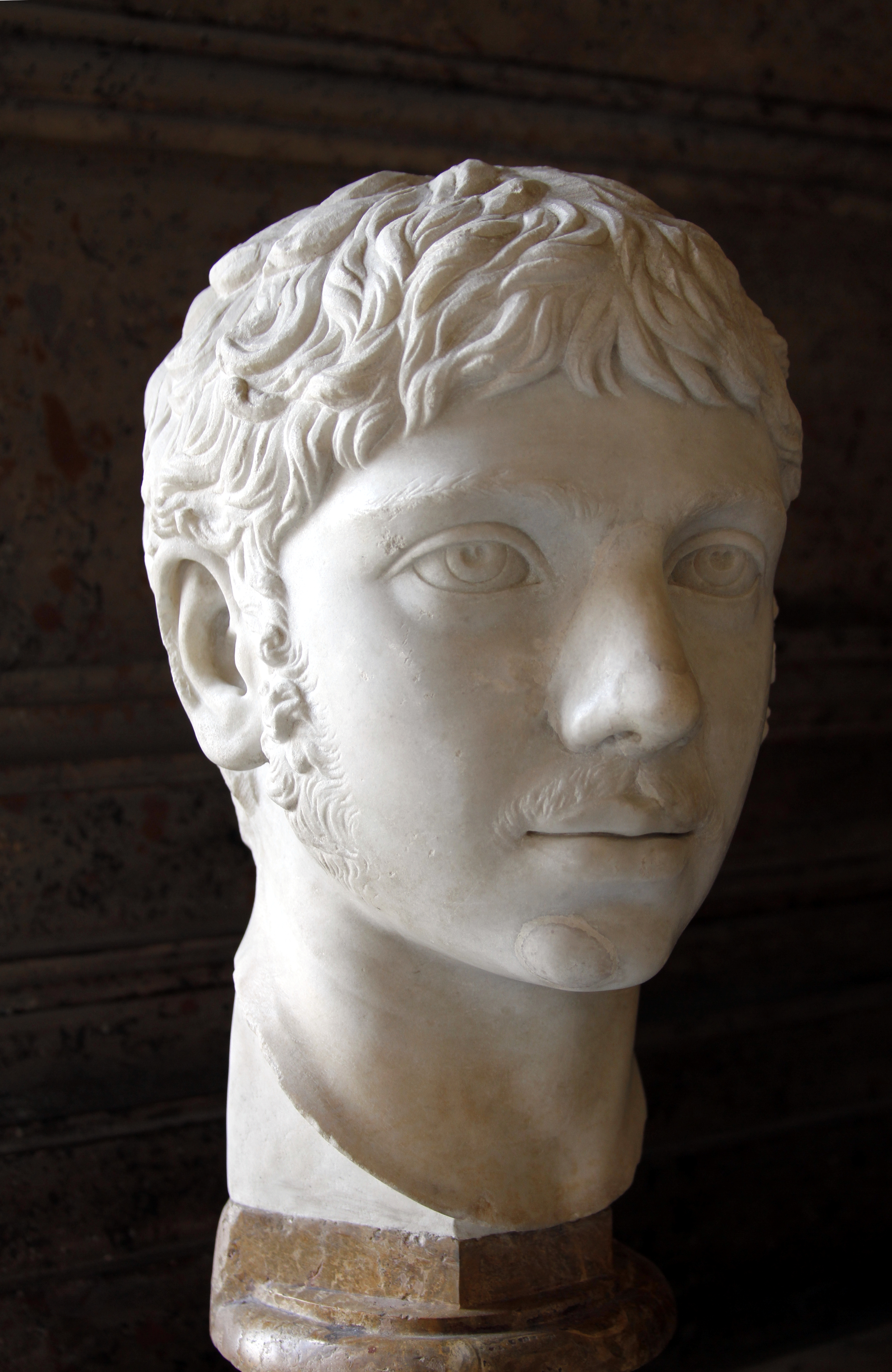
Busto de Heliogábalo en los Museos Capitolinos, el emperador romano de origen sirio que escandalizó con su conducta sexual al Imperio Romano y que Artaud reivindica como un anarquista.

La obra consta de tres capítulos ("La cuna de esperma", "La guerra de los principios" y "La anarquía") y tres apéndices.
En el primer capítulo, "La cuna de esperma", Artaud estudia y analiza el origen familiar y dinástico de Heliogábalo, y su infancia Emesa, Siria, deteniéndose en el culto solar de Baal (El-Gabal), las conductas sexuales y en los significados y complejidades de la dualidad masculina-femenina.
En el segundo capítulo, "La guerra de los principios", analiza las guerras entre las razas a partir de los "dioses-principios, que no deben confundirse con las representaciones antropomórficas de los dioses..., sobre todo los dos principios de los que pende la vida cósmica: lo masculino y lo femenino". Artaud cuestiona a los historiadores que se detienen en las anécdotas de libertinaje y perversión de Heliogábalo, sosteniendo que a Heliogábalo se lo puede entender a partir de la cultura siria y su manera única de disociar los principios masculino y femenino.
El tercer capítulo, "La anarquía", relata y analiza la asunción al trono, el gobierno y el asesinato de Heliogábalo, desde la comprensión de la anarquía que implicaba en sí mismo su condición andrógina perfectamente inserta en la cultura lunar-solar siria: 

Heliogábalo es el hombre y la mujer... al mismo tiempo... El hombre que se vuelve mujer y permanece hombre eternamente.. Pero lo que aparece en esta imagen cambiante, en esta naturaleza fascinante y doble que desciende de Venus encarnada, y en su prodigiosa inconsecuencia sexual –imagen misma de la más rigurosa lógica de la inteligencia-, mucho más que el Andrógino, es la idea de la ANARQUíA. Heliogábalo es un anarquista nato, que soporta de mala gana la corona, y todos sus actos de rey son actos de anarquista nato, enemigo público del orden, o sea de un enemigo del orden público; pero su anarquía primero la practica en sí mismo y contra sí mismo, la anarquía que introduce en el gobierno de Roma, puede decirse
que la predica con el ejemplo y que pagó por ella el precio debido.
Antonin Artaud (Heliogábalo o el anarquista coronado)

Artaud relata con detalle la victoria de Heliogábalo, junto a su abuela, Julia Mesa y su madre Julia Soemia Basiana, en la Batalla de Antioquía que lo consagra emperador. 
Relata luego el horror de los historiadores ante la ambigüedad de sus actos rituales y sexuales públicos. Cuestionando la visión del historiador Lampridio, Artaud lo cita del siguiente modo:

...quién podía soportar a un príncipe que ofrecía a la lujuria todas las cavidades de su cuerpo... Llegó al extremo de no ocuparse de otra cosa en Roma que de tener emisarios cuya función era buscar exactamente a los hombres mejor formados para sus abyectos gustos e introducirlos en el palacio para que él pudiera gozarlos. Además se complacía en hacer representar la fábula de Paris; él mismo desempeñaba el papel de Venus, y dejando caer de pronto su ropa a los pies, completamente desnudo, con una mano sobre el seno, la otra sobre las partes genitales, se arrodillaba y, alzando la parte posterior, la presentaba a los compañeros de libertinaje. También se arreglaba la cara como se pinta la cara Venus, y cuidaba que todo su cuerpo estuviera perfectamente liso y brillante, ya que estimaba que lo mejor que podía ofrecerle la vida era ser considerado digno de satisfacer los gustos libidinosos de la mayor cantidad de hombres posible.
Lampridio citado por Artaud en Heliogábalo...

Heliogábalo trastorna completamente las costumbre romanas referidas a lo masculino y lo femenino. Tenía esposas y amantes varones. Se vestía como prostituta y se entregaba en las tabernas. Hizo que todos los senadores fueran mujeres y eligió como ministros a los hombres de penes más grandes. Los conservadores romanos lo odiaron, pero Artaud dice que el pueblo romano lo amó. Artaud defiende a Heliogábalo, frente a los historiadores tradicionales:

Aquello que desde el punto de vista romano es anárquico, para Heliogábalo es la fidelidad a un orden. Heliogábalo emprendía una desmoralización sistemática y festiva del espíritu y la conciencia latinos; y habría llevado hasta sus últimas consecuencias esa subversión del mundo latino si hubiera podido vivir lo suficiente para llevarla a buen término... El anarquista dice: Ni Dios ni amo, yo solo. Heliogábalo, una vez en el trono, no acepta ninguna ley; y él es el amo. Su propia ley personal será entonces la ley de todos. El impone su tiranía. Todo tirano en el fondo no es sino un anarquista que se ha puesto la corona y que impone su ley a los demás. Sin embargo hay otra idea en la anarquía de Heliogábalo. Por el hecho de creerse dios, de identificarse con su dios, nunca comete el error de inventar una ley humana, una absurda y descabellada ley humana, por la cual él, dios, hablaría. El se adapta a la ley divina, en la que ha sido iniciado...
Artaud

Artaud analiza finalmente el desenlace del reinado de Heliogábalo y su muerte, siguiendo la misma dinámica con la que analizó su vida y su ascenso al trono. Su tía, " la pérfida Julia Mamea", lo convenció de aceptar a su lado a Alejandro Severo, de lo que luego se arrepiente. Explica en su nombre Artaud:

Pero si Elagabalus es hombre y mujer, no es dos hombres al mismo tiempo. Hay aquí una dualidad material que para Heliogábalo representa un insulto al principio, y que Heliogábalo no puede aceptar.
Artaud

Heliógábalo recurré entonces al pueblo e inicia una sublevación contra Alejandro Severo. Pero la sublevación es rechazada y el desenlace es inevitable. Artaud termina su libro con el relato de la muerte espantosa que padeció Heliogábalo y su madre.

Heliogábalo, loco de miedo, se arroja de un salto a las letrinas, se zambulle en los excrementos. Es el fin. La tropa, que lo ha visto, le da alcance; y
sus propios pretorianos lo agarran ya por el pelo. Esta es una escena de carnicería, un asesinato repugnante, un antiguo cuadro de matadero...  Así termina Heliogábalo, sin inscripción y sin tumba, pero con atroces funerales. Murió cobardemente, pero en un estado de rebelión absoluta; y tal vida, coronada por semejante muerte, creo que no necesita ninguna conclusión.
Artaud